# Élections constituantes de 1946 dans le Haut-Rhin
Les élections constituantes françaises de 1946 se tiennent le 2 juin. Ce sont les deuxièmes élections constituantes, après le rejet du projet de Constitution française du 19 avril 1946 lors du référendum du 5 mai.

## Mode de scrutin
L'assemblée constituante est composée de 586 sièges pourvus au scrutin proportionnel plurinominal suivant la règle de la plus forte moyenne dans chaque département, sans panachage ni vote préférentiel.
Dans le département du Haut-Rhin, six députés sont à élire.

## Élus
| Député sortant            | Parti | Parti | Député élu ou réélu       | Parti | Parti |
| ------------------------- | ----- | ----- | ------------------------- | ----- | ----- |
| Jean Wagner               |       | SFIO  | Jean Wagner               |       | SFIO  |
| Édouard Richard           |       | SFIO  | Édouard Richard           |       | SFIO  |
| Jacques Fonlupt-Espéraber |       | MRP   | Jacques Fonlupt-Espéraber |       | MRP   |
| André Bas                 |       | MRP   | André Bas                 |       | MRP   |
| Joseph Wasmer             |       | MRP   | Joseph Wasmer             |       | MRP   |
| Paul Winter               |       | UDSR  | Marie-Louise Weber        |       | MRP   |

## Résultats

### Résultats à l'échelle du département
| Parti    | Parti                                          | Tête de liste             | Résultats | Résultats | Sièges |  |
| Parti    | Parti                                          | Tête de liste             | Voix      | %         |        |  |
| -------- | ---------------------------------------------- | ------------------------- | --------- | --------- | ------ |  |
|          | Mouvement républicain populaire                | Jacques Fonlupt-Espéraber | 122 299   | 55,36     | 4 1    |  |
|          | Section française de l'Internationale ouvrière | Jean Wagner               | 59 874    | 26,99     | 2      |  |
|          | Parti communiste français                      | Joseph Siegler            | 22 479    | 10,13     | -      |  |
|          | Parti républicain de la liberté                | Marie-Joseph Rieder       | 16 688    | 7,52      | -      |  |
|          |                                                |                           |           |           |        |  |
| Inscrits | Inscrits                                       | Inscrits                  | 297 299   | 100,00    | 6      |  |
| Votants  | Votants                                        | Votants                   | 228 782   | 76,95     |        |  |
| Exprimés | Exprimés                                       | Exprimés                  | 221 861   | 96,98     |        |  |